# 노란구미
노란구미(본명: 정상미, 1979년~)는 대한민국의 만화가이다. 2006년 6월 이름을 정구미에서 현재의 이름 정상미로 개명하였으며 최근에는 노란구미라는 별명으로 활동하고 있다.

## 생애
1979년 일본에서 재일교포 2세인 아버지와 한국인 어머니 사이에서 3자매 중 둘째로 태어나서 일본에서 자랐다. 교토사가예술대학에서 일본화를 전공해 졸업 후 한국으로 와서 다시 2001년에 홍익대학교 시각디자인과에 정식 입학하여 졸업했다. 그 후 자기 조카를 모델로 만든 자신의 캐릭터 '노란구미'를 주인공으로 한 만화를 개인 홈페이지에 올리며 만화가가 된다. 후에 네이버 웹툰과 다음에도 만화가 연재되었으며 여러 권의 저서가 출판되었다. 2005년에 한국문화콘텐츠진흥원 대한민국 만화대상 스토리상을 수상, 2010년에 한국문화관광부 오늘의 우리만화상을 수상했다.
남자친구였던 일명 '블랙남자'라는 별명을 가진 남성과 2008년 3월 결혼, 현재는 홍익대학교 근처에서 만화를 그리고 있다.
2013년 8월 10일부터 새로운 웹툰 《은주의 방》의 연재를 시작했다.

## 작품
- 《내가 결혼할 때까지》 (네이버 웹툰, 팝툰)
- 《세개의 시간》 (네이버 웹툰)
- 《돈까스 취업》 (다음)
- 《고양이 희나놈》 (다음)
- 《재일교포 2.5세 노란구미의 한국 일본 이야기》 (안그라픽스 출판사)
- 《은주의 방》 (네이버 웹툰)